# A1Pb (Inschrift)
A1Pb ist die Abkürzung einer Inschrift von Artaxerxes I. (A1). Sie wurde in Persepolis (P) entdeckt und von der Wissenschaft mit einem Index (b) versehen. Die Inschrift ist einsprachig und liegt in babylonischer Sprache vor.

## Inhalt
„Artaxerxes, der könig spricht: diesen palast, Xerxes der könig, mein vater, hatte sein fundament gelegt; in Ahuramazda’s schatten habe ich Artaxerxes der könig ihn gebaut und vollendet.“

## Beschreibung
Die Inschrift A1Pb wurde an der zerstörten Südostecke des Hundert-Säulen-Palasts in Persepolis gefunden. Sie ist einsprachig in babylonischer Sprache überliefert und wurde von Ernst Herzfeld 1938 veröffentlicht. Die Gründungsurkunde ist beidseitig und an einer Kante auf einer steinernen Tafel geschrieben und hat 11 Zeilen. Die Tafel ist ein Quadrat mit einer Seitenlänge von 35 cm und ist 7,5 cm dick.